# Ixodes uriae
Ixodes uriae es una especie de garrapata del género Ixodes, familia Ixodidae. Fue descrita científicamente por White en 1852.
Habita en Canadá, Argentina, Australia, Nueva Zelanda y los Estados Unidos.

## Ciclo de vida
Un estudio examinó el ciclo de vida de la garrapata en colonias de pingüino rey (Aptenodytes patagonicus) y pingüino macaroni (Eudyptes chrysolophus). Se encontró que en el pingüino rey, el ciclo tomó tres años y el período de ingurgitación se limitó a 3,5 a 4,5 meses cada año a pesar de que los pingüinos ocuparon el sitio durante todo el año. Casi todas las garrapatas pasaron el invierno en estado deshinchado. Por el contrario, el ciclo tomó dos años en el pingüino macaroni como consecuencia del calendario bastante diferente de ocupación de la colonia para la reproducción y la muda en esta especie.
Un estudio en una colonia de pingüinos Adelia (Pygoscelis adeliae) encontró que la garrapata tenía períodos alternos de alimentación y agregación fuera del huésped debajo de las rocas. Las garrapatas hinchadas encontraron un sitio de agregación con la ayuda de una feromona liberada por otras garrapatas. Las etapas no alimentadas respondieron positivamente al guano y al ácido úrico, productos excretores de los pingüinos, lo que sugiere que estos actúan como una cairomona para ayudarlos a localizar a su huésped. Después de alimentarse, la respuesta de las garrapatas inmaduras cesó durante unos días hasta que mudaron.